# Gare de La Ferté-sous-Jouarre
Gare de La Ferté-sous-Jouarre vasútállomás Franciaországban, La Ferté-sous-Jouarre településen.

## Vasútvonalak
Az állomást az alábbi vasútvonalak érintik:
- Noisy-le-Sec-Strasbourg-Ville-vasútvonal

## Kapcsolódó állomások
A vasútállomáshoz az alábbi állomások vannak a legközelebb:
- Gare de Changis - Saint-Jean (Paris Gare de l’Est, ligne P)
- Gare de Nanteuil - Saâcy (Gare de Château-Thierry, ligne P)
- Gare de Château-Thierry
- Paris Gare de l’Est